# Certifikovaná zkouška z češtiny pro cizince
Certifikovaná zkouška z češtiny pro cizince, zkráceně CCE (Czech Language Certificate Exam), je mezinárodně uznávaná standardizovaná zkouška z češtiny jako cizího jazyka. Zkouška má od roku 2010 certifikaci kvality od Asociace jazykových zkušebních institucí v Evropě ALTE (The Association of Language Testers in Europe). Autorem a provozovatelem zkoušky je Výzkumné a testovací centrum Ústavu jazykové a odborné přípravy Univerzity Karlovy (ÚJOP UK).

## Typy zkoušky

### Základní zkouška CCE pro dospělé cizince
Zkouška je určena všem cizincům starším 16 let, kteří si chtějí nebo potřebují ověřit stupeň své komunikační kompetence v češtině. Zkoušku je možné skládat na pěti úrovních dle Společného evropského referenčního rámce pro jazyky (úrovně A1, A2, B1, B2, C1) a obsahuje tyto části: čtení s porozuměním, poslech s porozuměním, gramaticko-lexikální subtest (pouze pro B2 a C1), čtení a mluvení.
Zájemci se mohou přihlásit na některý z vypsaných zkušebních termínů, a to nejen v České republice (Praha, Brno), ale i v dalších evropských zemích (Belgie, Bělorusko, Bulharsko, Francie, Itálie, Maďarsko, Německo, Polsko, Rakousko, Rusko, Slovensko, Španělsko, Ukrajina, Velká Británie), a také v Japonsku (Tokio) a ve Vietnamu (Hanoj). Ke zkoušce jsou vytvářeny modelové testy a lze k ní také absolvovat přípravný kurz.

### Certifikovaná zkouška z češtiny pro mládež
Tento typ CCE se zkouší od roku 2011 na úrovni A1 a od roku 2012 na úrovni A2 a je určena pro věkové kategorie do 11 let a 11 - 15 let. Skládá se ze čtení s porozuměním, poslechu s porozuměním, psaní a ústní části. Zkouška vznikla na základě zájmu bavorského ministerstva školství. V příhraničních oblastech je vyučován český jazyk jako nepovinný předmět a žáci neměli do té doby možnost ověřit si své znalosti češtiny formou zkoušky. Funkce zkoušky je tedy zejména motivační. Lze ji skládat v Praze na Francouzském lyceu nebo v německém Weidenu (Hans-Scholl-Realschule Weiden).

## Průběh zkoušky[5]
| Úroveň      | Písemná část        | Písemná část          | Písemná část              | Písemná část                | Ústní část                |
| Úroveň      | Čtení s porozuměním | Poslech s porozuměním | Gramaticko-lexikální test | Psaní                       | Ústní část                |
| ----------- | ------------------- | --------------------- | ------------------------- | --------------------------- | ------------------------- |
| A1 základní | + Psaní 55 min.     | 20–25 min.            | není                      | v části Čtení s porozuměním | 5–7 min. 1 kandidát       |
| A1 mládež   | + Psaní 40 min.     | 18–23 min.            | není                      | v části Čtení s porozuměním | 5–6 min. (na jednotlivce) |
| A2 základní | 40 min.             | 25–30 min.            | není                      | 40 min.                     | 10–13 min. 2 kandidáti    |
| A2 mládež   | 30 min.             | 24–28 min.            | není                      | 30 min.                     | 6–8 min. (na jednotlivce) |
| B1          | 50 min.             | 35–40 min.            | není                      | 60 min.                     | 15–18 min. 2 kandidáti    |
| B2          | 60 min.             | 40–45 min.            | 30 min.                   | 80 min.                     | 18–21 min. 2 kandidáti    |
| C1          | 60 min.             | 50–55 min.            | 50 min.                   | 90 min.                     | 23–27 min. 2 kandidáti    |

## Hodnocení
Pro hodnocení „uspěl(a)“ je nutné dosáhnout celkem nejméně 60 %, a to i v jednotlivých částech zkoušky. Výsledek se vydává za 30 dnů od termínu konání zkoušky. Poštou poté úspěšný kandidát obdrží osvědčení během sedmi týdnů.

## Využití zkoušky
- CCE–A1: rovnocenná Zkoušce z češtiny pro udělení trvalého pobytu v České republice[6]
- CCE–A2 a CCE–B1: podmínka přijetí ke studiu v českých programech na některých fakultách v České republice[2]
- CCE–B1: rovnocenná Zkoušce z českého jazyka pro účely udělování státního občanství v České republice[7]
- CCE–B1 a CCE–B2: pedagogičtí pracovníci a řadoví zaměstnanci ve služebním poměru[8]
- CCE–B2: podmínka přijetí ke studiu v českých programech na většině fakult v České republice[2]
- CCE–C1: vedoucí zaměstnanci ve služebním poměru[8], podmínka přijetí ke studiu v českých programech na 1. lékařské fakultě Univerzity Karlovy[9]